# Петер Зауербрух
Петер Зауербрух (нім. Peter Sauerbruch; 5 червня 1913, Цюрих, Швейцарія — 29 вересня 2010, Бонн, Німеччина) — учасник Другої світової війни, оберст-лейтенант (підполковник) вермахту. Кавалер Лицарського хреста Залізного хреста.

## Біографія
Молодший син відомого німецького хірурга Фердинанда Зауербруха. В 1918 році родина переїхала до Мюнхена, де Петер навчався в Терезинській гімназії, в 1928 році — до Берліна.
В 1932 році Зауербрух закінчив середню школу і вступив на службу в 17-ий (баварський) кінний полк. Закінчив кавалерійську школу рейхсверу і в 1934 році отримав звання лейтенанта. Учасник Польської і Французької кампаній та Німецько-радянської війни, в тому числі: битви за Смоленськ, битви за Москву, другої битви за Харків, Сталінградської битви, битви на Курській дузі і Празької операції.
Зауербрух був близьким другом Клауса фон Штауффенберга. Після вчиненого Штауффенбергом невдалого замаху на Гітлера Зауербрух був затриманий і неодноразово допитаний гестапо, проте згодом звільнений через впливові зв'язки і брак доказів.
Після війни потрапив у радянський полон, проте зміг втекти. Згодом потрапив у американський полон, з якого був звільнений у 1947 році. Займався медичними дослідженнями, які так і не зміг завершити через брак коштів. У 1948 році прийнятий як асистент директора в компанію Deutsche Vacuum Oil A.G. В 1952 році став членом Європейського оборонного товариства. В 1952 повернувся в Mobil Oil AG (нова назва Deutsche Vacuum Oil A.G.). В 1955 році став начальником відділу продажу в Нюрнберзі, згодом — у Дюссельдорфі. В 1958 році став членом правління. Піднявся до заступника генерального директора Mobil Oil AG в Німеччині зі штаб-квартирою в Гамбурзі. В 1977 році покинув службу в компанії.

## Нагороди
- Медаль «За вислугу років у Вермахті» 4-го класу (4 роки)
- Залізний хрест
  - 2-го класу
  - 1-го класу (1940) — за заслуги під час Французької кампанії.
- Нагрудний знак «За танкову атаку»
- Медаль «За зимову кампанію на Сході 1941/42»
- Лицарський хрест Залізного хреста (4 січня 1943)
- Німецький хрест в золоті (30 грудня 1944)